# Distrito Escolar Independiente de McKinney

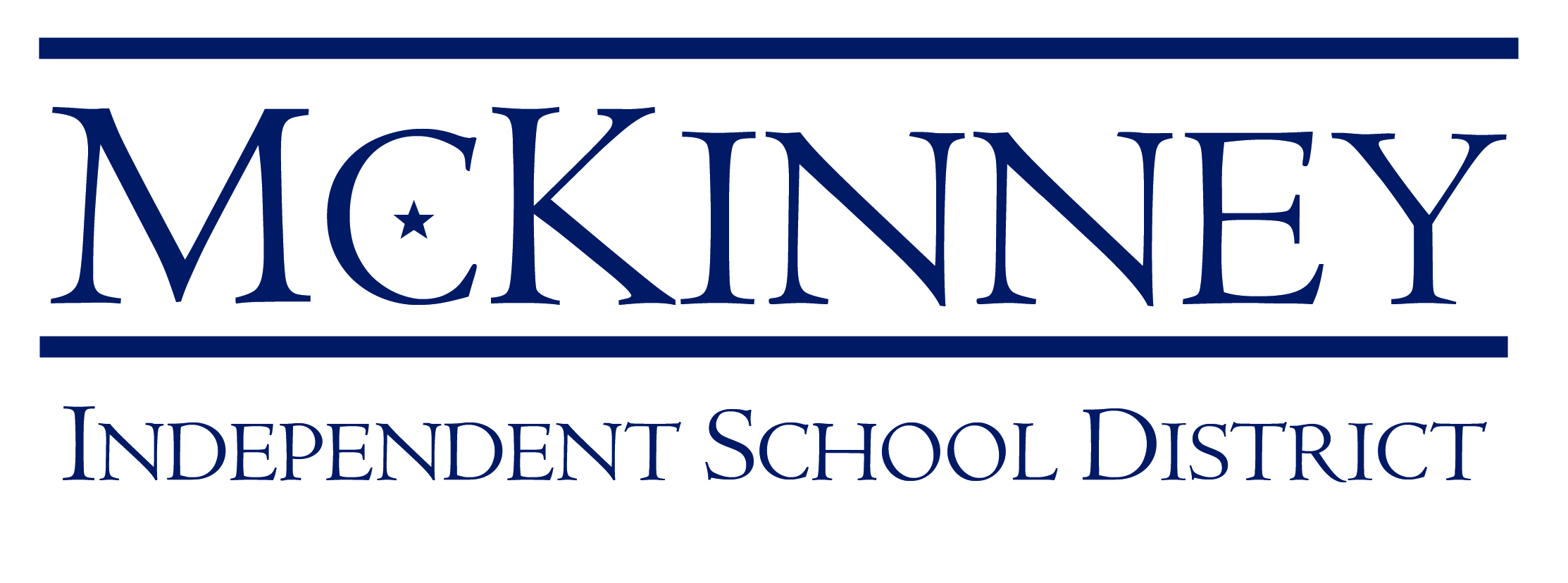
Logo del Distrito Escolar Independiente de McKinney.

El Distrito Escolar Independiente de McKinney (McKinney Independent School District, MISD) es un distrito escolar de Texas. Tiene su sede en McKinney.
Gestiona una escuela preescolar, 20 escuelas primarias, cinco escuelas medias, tres escuelas preparatorias (high schools), y cuatro escuelas alternativas. Tiene más de 24.500 estudiantes.

## Preparatorias
- McKinney High School
- McKinney Boyd High School
- McKinney North High School